# Chao Šuang-jen
Chao Šuang-jen (anglický přepis Hao Shuang-yan) je čínská reprezentantka v orientačním běhu. Jejím největším úspěchem je sedmé místo ze závodů štafet na Mistrovství světa v roce 2008 v Olomouci. Tato štafeta běžela ve složení ČuMing-jüe první úsek, Chao Šuang-jen druhý úsek a Li Ťi třetí. V roce 2010 se stala mistryní Asie ve sprintu v japonské Nakatsugawě.